# Краутер, Уильям
Уильям Краутер (англ. William Crowther; род. 1936) — программист, спелеолог и скалолаз. Известен как соавтор компьютерной игры Colossal Cave Adventure (1975), сыгравшей важную роль в развитии игрового дизайна первого десятилетия и давшей начало жанру текстовых приключенческих игр.

## Биография

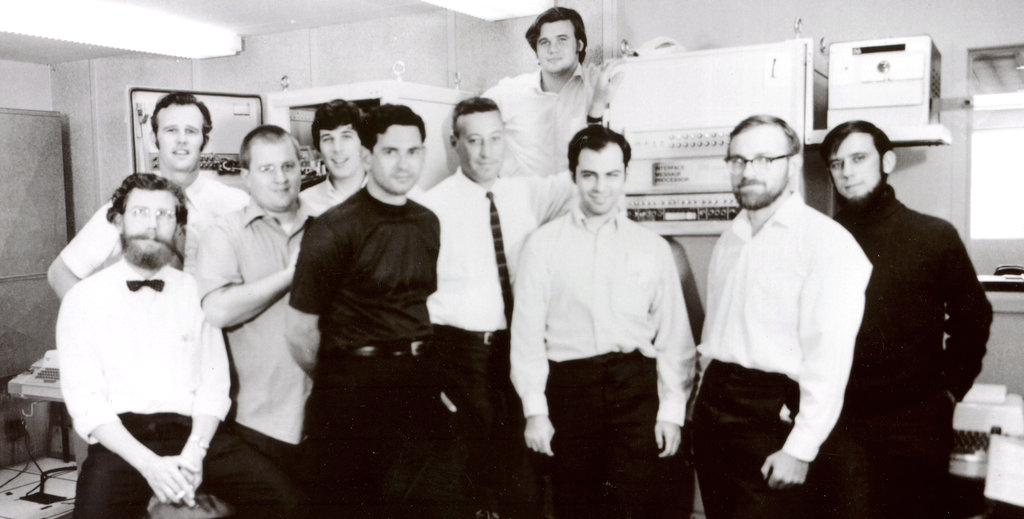
Команда IMP (слева направо): Трутт Тэтч, Билл Бартелл, Дэйв Уолден, Джим Гейсман, Роберт Кан, Фрэнк Харт, Бен Баркер, Марти Торп, Уилл Краутер, Северо Орнштейн

Краутер учился в Массачусетском технологическом институте (MIT), где в 1958 году получил степень бакалавра в физике. Во время учёбы познакомился со своей будущей женой Патрисией.
В начале 1970-х Краутер работал в компании Bolt Beranek and Newman (BBN), выполнявшей оборонные заказы и работавшей над созданием Интернета. Он был участником самой первой небольшой группы разработчиков, работавшей над проектом ARPANET. В проекте он отвечал за систему распределенной векторной маршрутизации для ARPANET, которая стала важным шагом в эволюции Интернета.

### Adventure
После развода с женой Краутер использовал свободное время для разработки текстовой приключенческой игры на Фортране для компьютера PDP-10, к которому имел доступ в BBN. Игру он создавал как развлечение для дочерей, Сэнди и Лоры, приезжавших к нему в гости.
Краутер писал:
В то время я увлекался некомпьютерной ролевой игрой Dungeons and Dragons, а также активно исследовал пещеры, в частности Мамонтову пещеру в Кентукки. Неожиданно случился развод, что несколько выбило меня из колеи. В частности, мне не хватало общения с детьми. К тому же я перестал исследовать пещеры, так как чувствовал неловкость, поэтому решил подурачиться и написать программу, которая воссоздавала бы в воображении мои исследования пещер, а также была бы игрой для детей и, возможно, использовала некоторые аспекты Dungeons and Dragons. Моя идея заключалась в том, чтобы сделать компьютерную игру, которая не будет пугать людей, не владеющих компьютером, и это была одна из причин, почему я сделал так, чтобы игрок управлял игрой с помощью ввода слов естественного языка, а не более стандартизованных команд. Мои дети считали, что получилось весело.

В Colossal Cave Adventure, или для краткости просто Adventure, игрок перемещается по воображаемой системе пещер, вводя простые команды из двух слов и читая текст, описывающий результат. Краутер использовал обширные познания в спелеологии в качестве основы, а также перенёс в игру многие локации Мамонтовой пещеры, особенно участка, называемого Бедквилт. В 1975 году Краутер распространил игру через раннюю версию ARPANET.
Весной 1976 года с ним связался исследователь из Стэнфорда Дон Вудс и попросил у него разрешения на улучшение игры. Краутер согласился, и Вудс разработал несколько усовершенствованных версий для PDP-10, размещенного в Стэнфордской лаборатории искусственного интеллекта, где он работал. В течение следующего десятилетия игра набирала популярность и была портирована на многие операционные системы, включая платформу для персональных компьютеров CP/M.
Базовая структура, изобретенная Краутером (и частично основанная на текстовом парсере ELIZA), получила развитие в более поздних приключенческих играх. Марк Бланк и команда, создавшая Zork, указывала Adventure как источник вдохновения. Позже они основали компанию Infocom и выпустили серию популярных текстовых квестов.

### Спелеология
То, что действие Adventure происходит в огромной пещере, не было случайностью. В 1960-е и начале 1970-х годов Краутер и его первая жена Патрисия были активными и увлечёнными спелеологами: оба участвовали во многих экспедициях по поиску соединения Мамонтовой пещеры и пещеры Флинт-Ридж. Патрисия сыграла ключевую роль в экспедиции 9 сентября 1972 года, которая, наконец, обнаружила место соединения. Даже во время работы в BBN коллеги замечали, что Краутер довольно много времени тратит, подтягиваясь на дверном косяке, что, видимо, помогало ему сосредоточиться.
Как член турклуба MIT с конца 1950-х до начала 1960-х годов, Краутер также сыграл важную роль в развитии скалолазания в Шаванганке в штате Нью-Йорк. Он начал восхождения там в 1950-е годы. Краутеру принадлежит первенство в восхождении по нескольким классическим маршрутам, включая Эрроу, Хуок, Мунлайт и Сенте. Обстоятельства некоторых восхождений вызвали споры из-за использования шлямбуров для организации точки страховки при спуске — на тот момент это была новинка, использовавшаяся лишь Краутером и ещё несколькими скалолазами. Принятие сообществом новой техники стало важным этапом эволюции этики скалолазания в Шаванганке и за его пределами.

### Дальнейшая карьера
Краутер работал в Xerox PARC с 1976 по 1983 год. В 1980 году он женился на Нэнси Сандерс Бернс. Вместе с друзьями пара занималась скалолазанием в Йосемити и других местах. В 1983 году Краутер ушёл из Xerox и вернулся в BBN. Он стал активным участником Аппалачского горного клуба и ежегодно помогал обучать скалолазанию новичков.
В 1990-х годах Cisco Systems купила часть BBN, где работал Краутер. Он остался в компании до 1997 года. Сейчас Краутер живёт в Делансоне (Нью-Йорк) со своей второй женой Нэнси.